# 야마다 마사루
야마다 마사루(일본어: 山田 優, 1994년 6월 14일~)는 일본의 펜싱 선수로 주 종목은 에페이다. 2018년 아시안 게임에서 단체전 금메달을 획득했으며, 2020년 하계 올림픽 에페 단체전에서 금메달을 획득하며 일본 최초의 올림픽 펜싱 금메달리스트가 되었다.